# Jakačina Mala
Jakačina Mala is een plaats in de gemeente Sibinj in de Kroatische provincie Brod-Posavina. De plaats telt 188 inwoners (2001).